# Кензи Тейлор
Кензи Тейлор (англ. Kenzie Taylor, род. 2 июля 1990 года, Мидленд, штат Мичиган, США) — американская порноактриса и эротическая фотомодель, лауреатка премии NightMoves Award и ряда других.

## Биография
Кензи Тейлор (сценическое имя) родилась 2 июля 1990 года в маленьком городке Мидленд, расположенном в округе с одноимённым названием в Мичигане, США. Имеет немецкие корни. После окончания средней школы начинает работать фотомоделью в родном городе. Затем поступает в колледж, где получает специальность медсестры и некоторое время работает с лицензией LNP.
Позже переезжает в Тампу (Флорида), где работает стриптизёршей в нескольких клубах. В это время знакомится с порноактёром, который связал её с другими людьми в индустрии, включая продюсеров, что позволило ей пройти первые кастинги в Лос-Анджелесе (Калифорния).
Дебютировала в качестве порноактрисы в марте 2015 года, в возрасте 25 лет. Работала с такими студиями, как Girlfriends Films, Evil Angel, Adult Source Media, Mofos, Archangel, Diabolic Video, 3rd Degree, Reality Kings, Wicked, Brazzers, Naughty America, New Sensations и другими.
В 2016 году снялась в первых сценах анального секса, а также свой первый межрасовый анальный секс в Ultimate Blondes 2. Год спустя снимается в первых для себя сценах межрасового секса в First Prince 3, с принцем Иешуа.
В 2017 году получает первую номинацию на AVN Awards в категории «лучшая групповая лесбийская сцена» за AJ’s Angels вместе с Эй Джей Эпплгейт и Карли Монтана. В 2016 году получает премию NightMoves Award в номинации «лучшая новая старлетка» по версии поклонников.
На 2019 год снялась более чем в 230 фильмах.

## Премии и номинации
| Год  | Церемония                   | Результат                                          | Премия                            | Работа      |
| ---- | --------------------------- | -------------------------------------------------- | --------------------------------- | ----------- |
| 2016 | Nightmoves Fan Awards       | Победа                                             | Лучшая новая старлетка            | н/д         |
| 2017 | AVN Awards                  | Номинация                                          | Лучшая групповая лесбийская сцена | AJ’s Angels |
| 2017 | Номинация                   | Приз зрительских симпатий: самая эпическая задница | н/д                               |             |
| 2017 | Inked Awards                | Победа                                             | Лучший орал                       | н/д         |
| 2017 | Spank Bank Awards           | Номинация                                          | ATM Machine                       | н/д         |
| 2017 | Spank Bank Awards           | Победа                                             | Лучшее тело для греха             | н/д         |
| 2017 | Spank Bank Awards           | Номинация                                          | Детка-блондинка года              | н/д         |
| 2017 | Spank Bank Awards           | Победа                                             | Boobalicious Babe of the Year     | н/д         |
| 2017 | Spank Bank Awards           | Номинация                                          | Глубочайшая глотка                | н/д         |
| 2017 | Spank Bank Awards           | Номинация                                          | Самая отшлёпанная девушка года    | н/д         |
| 2017 | Spank Bank Awards           | Номинация                                          | Most Volumptous Vixen             | н/д         |
| 2017 | Spank Bank Technical Awards | Победа                                             | Самая сексуальная девушка-геймер  | н/д         |
| 2018 | Inked Awards                | Номинация                                          | Лучшая задница                    | н/д         |
| 2018 | Inked Awards                | Номинация                                          | Лучший орал                       | н/д         |
| 2018 | Spank Bank Awards           | Номинация                                          | Красивая блондинка года           | н/д         |
| 2018 | Spank Bank Awards           | Номинация                                          | Best Spitter / Drooler            | н/д         |
| 2018 | Spank Bank Awards           | Номинация                                          | Бондаж-артист года                | н/д         |
| 2018 | Spank Bank Awards           | Номинация                                          | Фетиш-виртуоз года                | н/д         |
| 2018 | Spank Bank Awards           | Победа                                             | Servile Sub of the Year           | н/д         |
| 2018 | Spank Bank Awards           | Номинация                                          | Tortured Fuck Doll of the Year    | н/д         |
| 2018 | Spank Bank Technical Awards | Победа                                             | Best 'Game Worn' Panties          | н/д         |
| 2018 | Spank Bank Technical Awards | Победа                                             | Sexiest 'Wing Nut' of All Time    | н/д         |

## Избранная фильмография
Некоторые фильмы: Agent Dick, Big Boob Orgy 5, Crash, Destruction of Briana Banks, Frat House Orgy, Hot Wife Stories 2, My Face 2, Orgy House, Rectal Workout 3, Slippery When Wet 2, Titty Creampies 9, Vendetta.